# 캡틴 마블 (영화)
《캡틴 마블》(영어: Captain Marvel)은 2019년 개봉한 미국의 슈퍼 히어로 영화이다. 애나 보든과 라이언 플렉 부부가 감독하고, 만화가 로이 토머스와 진 콜런이 창작한 캐릭터 캐럴 댄버스를 주인공으로 한다. 마블 시네마틱 유니버스의 21번째 작품이다.

## 줄거리
1995년, 크리 제국의 수도인 할라 행성에서 스타포스 멤버인 버스는 기억 상실증과 나이든 여성과 관련된 반복되는 악몽에 시달린다. 그녀의 멘토이자 사령관인 욘 로그는 버스에게 자신의 능력을 제어하도록 훈련시키고, 크리를 지배하는 인공 지능인 슈프림 인텔리전스는 그녀에게 감정을 억제하라고 촉구한다.
크리와 전쟁 중인 외계 변신술사인 스크럴스 그룹에 잠입한 비밀 요원을 구출하는 임무를 수행하는 동안 버스는 스크럴 사령관 탈로스에게 붙잡힌다. 버스의 기억에 대한 탐사선이 그들을 지구로 이끈다. 버스는 로스앤젤레스에서 탈출하여 불시착한다. 그녀의 존재는 S.H.I.E.L.D. 스크럴 공격으로 조사가 중단된 요원 닉 퓨리와 필 콜슨. 버스는 이어지는 추격전에서 추출된 기억이 담긴 수정을 되찾고 퓨리는 콜슨을 가장한 스크럴을 죽인다.
퓨리의 보스 켈러로 변장한 탈로스는 퓨리에게 버스와 협력하고 그녀를 감시하라고 명령한다. 그녀의 추출된 기억을 사용하여 버스와 퓨리는 미 공군 기지에 있는 프로젝트 페가수스 시설로 이동한다. 그들은 버스가 그녀의 악몽에서 온 여성으로 인식하는 웬디 로손 박사가 설계한 실험적인 광속 엔진을 테스트하는 동안 1989년에 사망한 것으로 추정되는 조종사라는 사실을 발견했다. 퓨리는 S.H.I.E.L.D. 그들의 위치와 팀이 도착한다. 퓨리는 켈러가 탈로스임을 알아차리고 버스가 로손의 밀항 고양이 구스와 함께 제트기를 타고 탈출하도록 돕는다.
그들은 버스와 로손이 살아있는 것을 마지막으로 본 전 조종사 마리아 랑보를 만나기 위해 루이지애나로 날아간다. 랑보와 그녀의 딸 모니카는 버스가 한때 그들에게 가족 같았던 캐럴 댄버스임을 밝힌다. 무장하지 않고 도착한 탈로스는 스크럴스가 새 집을 찾는 난민이며 로손은 그들을 돕는 배신자 크리 과학자 마-벨이라고 설명한다. 탈로스는 로손의 제트기에서 복구된 블랙박스 녹음을 재생하여 댄버스가 충돌을 기억하도록 유도한다. 욘 로그는 크리가 엔진을 복구하기 전에 그녀가 엔진을 파괴하는 것을 막기 위해 마-벨을 죽였다. 엔진을 직접 파괴한 댄버스는 계속되는 폭발의 에너지를 흡수하여 힘을 얻었지만 기억을 잃었다.
댄버스, 탈로스, 퓨리 및 랑보는 로손이 탈로스의 가족과 로손 엔진의 동력원 인 테서랙트를 포함한 여러 스크럴스를 숨긴 지구 궤도를 도는 로손의 은폐 된 실험실을 찾는다. 그곳에서 댄버스는 스타포스에 포착되어 슈프림 인텔리전스와 인터페이스한다. 댄버스는 만나는 동안 그녀의 힘을 억제하는 크리 임플란트를 제거하여 그녀의 잠재력을 최대한 발휘할 수 있도록 한다. 후속 전투에서 퓨리는 외계인 플레르켄(Flerken)으로 밝혀진 구스를 회수한다. 구스는 테서랙트를 삼키고 퓨리를 긁어 왼쪽 눈을 멀게한다. 댄버스는 크리 폭격기를 파괴하여 크리 장교 고발자 로난(Ronan the Accuser)과 그의 편대가 후퇴하도록 강요한다.
댄버스는 욘 로그를 제압하고 슈프림 인텔리전스에 대한 경고와 함께 그를 할라로 보낸다. 그런 다음 그녀는 스크럴스가 새로운 고향을 찾는 것을 돕기 위해 떠났고 퓨리는 비상시 그녀에게 연락할 수 있도록 수정된 호출기를 남겨 둔다. 퓨리는 댄버스와 같은 영웅을 찾기 위한 이니셔티브의 초안을 작성하고 공군 콜사인 "어벤져"의 이름을 따서 이름을 지정한다. 2018년을 배경으로 한 중간 크레딧 장면에서 댄버스가 퓨리를 찾는 모습이 나타날 때 활성화된 호출기가 어벤져스에 의해 모니터링되고 있다. 학점 후 장면에서 구스는 퓨리의 책상 위로 올라가 테서랙트를 역류시킨다.

## 배역
- 브리 라슨 - 캐럴 댄버스 / 캡틴 마블 역 (아역 : 맥케나 그레이스)
- 사무엘 L. 잭슨 - 닉 퓨리 역
- 주드 로 - 욘 로그 역
- 제마 찬 - 미네-르바 역
- 벤 멘델슨 - 탈로스 (스크럴 리더)
- 클락 그레그 - 필 콜슨 (쉴드 요원)
- 러샤나 린치 - 마리아 (캐럴의 공군시절 친구)
- 디몬 하운수 - 코라스 (스타포스 멤버)
- 아네트 베닝 - 슈프림 인텔리전스
- 리 페이스 - 로난
- 콜린 포드 - 스티브 댄버스
- 룬 템테 - 브론 샤르
- 안젤리스 페레즈 소토
- 매튜 마허

### 한국어판
- 강시현 - 캐럴 댄버스 / 캡틴 마블 역

## 제작
〈더 할리우드 리포터〉의 보도에 따르면, 마블 스튜디오에는 원작 마블 코믹스에서 ‘미즈 마블’로 등장한 캐럴 댄버스를 주인공으로 하는 각본이 이미 2013년 5월에는 나와 있었다. 같은 해 프로듀서 루이스 데스포지토는 마블 스튜디오가 여성 수퍼히어로 영화에 관심이 있고 마침 강한 여성 캐릭터도 많이 있다며 캡틴 마블, 블랙 위도우, 페퍼 포츠, 페기 카터 등을 언급했다. 마블 스튜디오의 제작부문사장 케빈 파이기는 만약 여성 주인공 영화를 만들 거라면 기원담이 될 수 있도록 마블 시네마틱 유니버스에 처음 등장하는 새 캐릭터였으면 좋겠다고 말했다. 2014년 8월, 파이기는 블랙 팬서와 캡틴 마블이 “둘 다 우리가 좋아하는 캐릭터이고, 작업에 진척이 있었고, 작업이 계속될 예정”이라며 “이들에 대한 질문이 《아이언맨 4》나 《어벤져스 3》에 대한 질문보다 많다… 이건 유념할 만한 일이라고 생각”한다고 말했다.
저희는 인물상에 대해서, 무슨 이야기를 만들고 싶은가에 관해서, 그리고 어떻게 하면 강한 여성 수퍼히어로 이야기를 하면서 그걸 여자 슈퍼맨으로 전락시키지 않을 수 있을까에 대해 많은 이야기를 나눴죠… 그러다 문득 말을 멈추고, “잠깐, 여성이 힘 있으면 뭐가 어때서?” 하게 되었죠. “왜 거기에 그렇게 집착하나? 그냥 가장 좋은 이야기를 하고 가장 좋은 캐릭터를 만들어야지.” 그러고는 어떻게 하면 끌리는, 즐거운, 감동적인, 엄청난(kick-ass), 재밌는 이야기를 할 수 있을까에 대해서, 그리고 그러면서도 또 그 이야기가 가질 더 큰 함의에 대해서도 끊임없이 주고받기를 했죠.— 공동각본가 니콜 펄먼

2014년 10월, 파이기는 《캡틴 마블》이 ‘페이즈 3’ 영화로서 2018년 7월 6일에 개봉하여 마블 시네마틱 유니버스 최초의 여성 주인공 영화가 될 것이라고 밝혔다. 그는 영화가 “캐럴 댄버스의 캡틴 마블을 조명할 것이며, 이 영화의 작업은 《닥터 스트레인지》나 《가디언즈 오브 갤럭시》만큼이나 오랫동안 이뤄졌고, 우리가 이 캐릭터로 무엇을 하고자 하는지를 확립하는 것이 제작과정의 핵심이었다. 그녀의 모험은 지구상에서 일어나겠지만, 그녀의 힘은 우주적 영역에서 오는 것”이라고 말했다. 파이기는 각본가와 감독이 “빠른 시일 내에” 발표될 것이라며, 여성 감독도 고려 중이고, 다만 마블이 “특정 인구집단(demographic)에서 꼭 채용”할 것이라고 확약할 수는 없다고 덧붙였다.
2015년 2월, 마블은 개봉일자를 2018년 11월 2일로 늦췄다. 4월초에 파이기는 캡틴 마블이 《어벤져스: 에이지 오브 울트론》의 초기 각본에 등장했으나, “아직 때가 아닌 것 같아서 뺐다. 그녀가 복장을 갖추고 완성된 상태로 날아다니는 모습을, 그녀가 누구인지 그리고 어떻게 해서 그 모습이 되었는지 나오기도 전에 소개하고 싶지 않았다.”라고 말했다. 또한 마블이 각본가들을 “잘하면 1-2주 내에” 발표할 준비가 될 것이라고 했고, 4월 중순이 되자 가디언즈 오브 갤럭시의 공동각본가 니콜 펄먼과 인사이드 아웃의 공동각본가 멕 러포브가 각본을 쓴다고 발표되었다. 두 사람은 당초 각자 작업했으나 결과물에 감명을 받은 파이기가 둘을 하나의 각본 팀으로 발탁했으며, 한 달 이내에 작업에 착수했다. 러포브는 주인공이 여성 수퍼히어로라는 점이 아주 멋지면서도 또한 어려운 일이라고 느꼈고, 특히 주인공이 너무 강하다는 점이 슈퍼맨의 저주로 이어질 수도 있다는 점이 문제라며 “그녀의 약점은 무엇인가? 이게 우리가 알아내야 할 문제였다”라고 말했다.
5월경 마블은 에이바 듀버네이와 《캡틴 마블》 또는 《블랙 팬서》 중 하나의 감독직을 두고 협상했으며, 파이기는 한 달 뒤 이 사실을 확인하면서 여러 감독들이 물망에 올랐고 2015년 중후반경 최종 결정이 내려지길 예상한다고 밝혔다. 그해 9월 파이기는 “아직 각본을 쓰는 중이고, 캐럴 댄버스를 어떤 사람으로 만들 것인지 그리고 그녀가 페이스 3 영화들에서 어떤 역할을 차지해야 할 것인지 고심 중이기에” 배역 선정이 2016년은 되어야 시작될 것이라고 밝혔다. 프로듀서 제레미 래첨은 “캐릭터를 제대로 잡는 것이 가장 큰 과제일 것이다. 누가 배역을 맡아야 할지 결정하기에 앞서 우리부터 이게 누구인지 제대로 알고 있는지를 확실히 하고 싶다”라고 부연했다. 2015년 10월, 마블은 개봉일자를 다시 늦추어 2019년 3월 8일로 바꿨다.

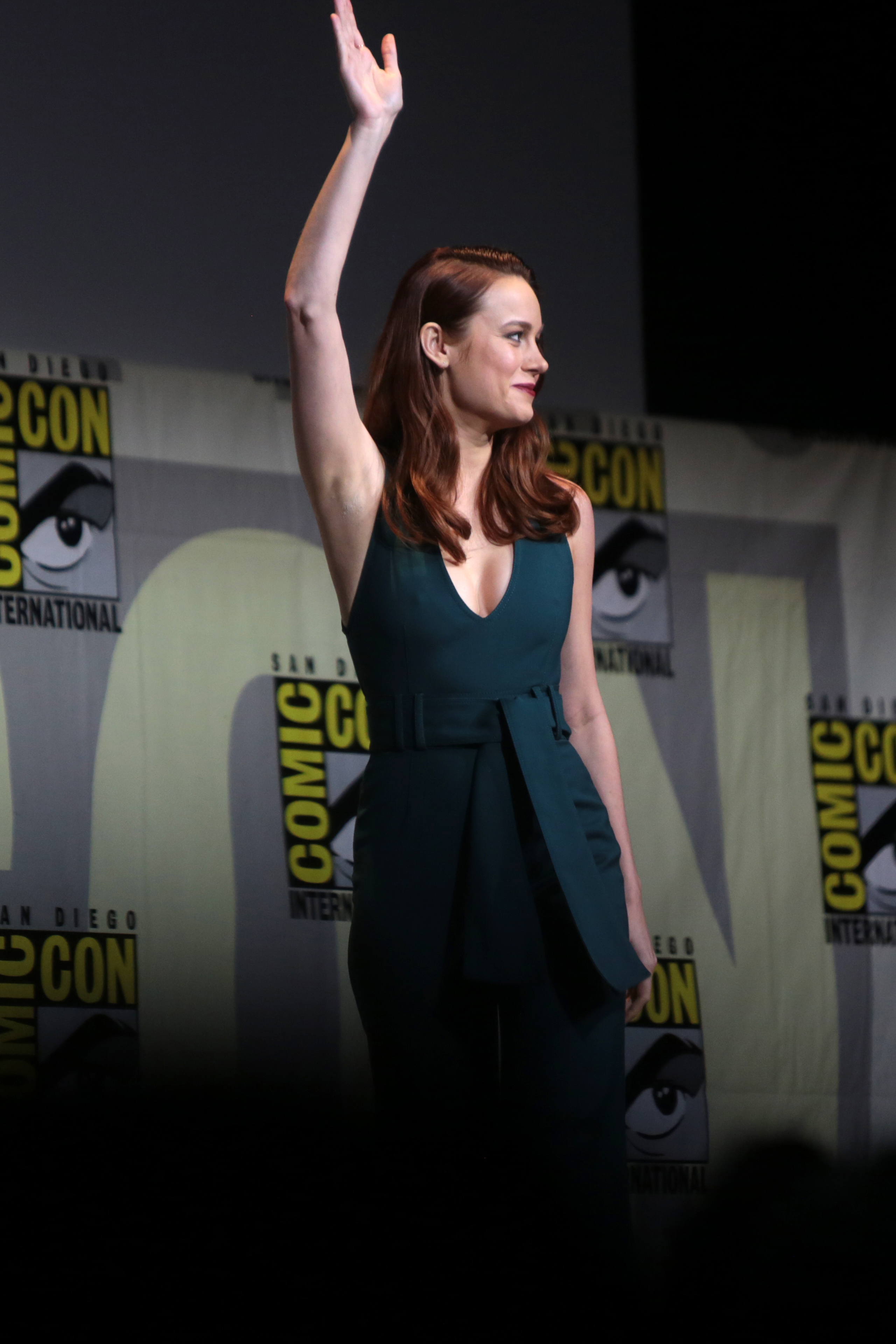
2016년 샌디에이고 코믹콘 인터내셔널에 《캡틴 마블》 홍보차 참석한 브리 라슨.

2016년 4월 파이기는 감독이 “한두 달 내에” 공표될 것이며 첫 배역들은 2016년 중반 무렵 공표될 것이라고 말했다. 또한 캐럴 댄버스가 캡틴 마블이 되는 여정에 관한 영화가 될 것이라고 밝혔다. 그 다음 달에는 인디 감독 에밀리 카마이클이 감독으로 거론되었으며, 6월에는 브리 라슨이 캡틴 마블 역으로 유력한 배우로 거론되기 시작했다. 라슨의 배역은 샌디에이고 코믹콘 인터내셔널 2016에서 확정 공표됐다. 코믹콘에서는 또한 파이기가 감독 후보자를 열 명의 짧은 목록으로 압축했으며 “여름이 끝날 무렵에는” 확정 발표할 수 있기를 바란다고 말했다. 펄먼은 8월에 캐릭터의 기원담이 그린 랜턴과 너무 유사하다는 이유로 변경되었다고 밝혔다. 파이기는 캡틴 마블의 이야기를 풀어내는 “매우 멋지고 독창적인 방식”이라며, 댄버스가 스스로의 한계와 약점을 찾는 것이 이야기의 중심이 될 것이고, 그녀가 마블 시네마틱 유니버스에서 “가장 강력한 인물”이자 “우리의 세계관에서 매우 중요한 캐릭터가 될 것”이라고 덧붙였다. 후에 프로듀서 네이트 무어는 마블 시네마틱 유니버스의 여러 기원담이 갖는 “당신이 캐릭터를 만나고, 그들이 문제를 겪고, 1막 끝에서 힘을 얻고, 2막 끝에서 힘에 대해 배우고, 3막에선 대체로 비슷한 힘을 가진 악당과 싸우는” 구조로부터 이탈함으로써 관객에게 새로운 경험을 줄 방안을 모색했다고 설명했다.
2016년 10월, 파이기는 감독 발표가 생각보다 늦어지고 있다는 점을 인정하면서, 스튜디오에서는 “이야기의 윤곽이 조금 더 확실해져서” 그것을 토대로 감독 후보자들과 상의해볼 수 있게 되기를 기다리는 중이라고 설명했다. 여성 감독을 채용하는 문제를 다시 한번 언급하면서 파이기는 훌륭한 캡틴 마블을 만들기 위해 반드시 여성 감독이어야 하는 것은 아니지만 “우리 생각에 중요한 문제”이고, 설령 여성 감독이 원작 만화에 대해 잘 모르더라도 “(원작을) 보자마자 사랑에 빠질 수 있기만 하면 된다”라며 여성 만화가인 켈리 수 디코닉의 원작 만화를 읽고 감독들이 보인 긍정적인 반응에 관해 언급했다. 파이기는 2016년말에는 감독이 발표될 것으로 전망했으나, 펄먼과 러포브의 각본 초안은 12월경에 나왔고, 감독 후보들과의 상의도 2017년초로 미뤄지게 되었다.
2017년 2월, 펄먼은 비록 그녀와 러포브가 이미 1년 가까이 고용되어 있었으나, “출격 명령”을 받은 것은 최근이며, 이런 지연의 원인 중에는 마블 시네마틱 유니버스 내의 어디에 어떻게 이야기를 끼워넣어야 할 것인지에 대한 고민도 있었다고 말했다. 펄먼은 또한 캐릭터의 여성성에 대해서도 “여성성을 무릅쓰고도 히어로인” 사람이 아니라 “여성이라는 것이 강점의 일부인” 사람으로 만드는 것이 중요하다고 느꼈다고 언급했다. 각본가들은 “아이언맨에게는 느끼지 않는 의문들을 캡틴 마블에게는 느끼는” 즉 여성 캐릭터에게 불리하게 작용하는 관념들에 대해서도 큰 비중으로 고민했다고 밝혔다.

## 영화 트라비아
- 《아이언맨3》 《블랙팬서》등 개봉을 앞두고 한국을 찾았던 마블이 《캡틴 마블》에서는 내한시사회도 라이브 컨퍼런스도 진행하지 않았다. 《캡틴 마블》은 아시아에서는 2월 14일 싱가포르에서 유일하게 마리나 베이 샌즈 Expo and Convention Centre에서 브리 라슨, 사무엘 L.잭슨, 젬마 찬, 안나 보든과 라이언 플렉 감독이 참석한 가운데 프레스 행사를 가졌다.[32]
- 한국에서는 영화 개봉 바로 전날(2019년 3월 5일), 서울 CGV용산아이파크몰에서 IMAX버전으로 언론배급시사회가 열렸다. 영화 상영에 앞서 영화사는 입장하는 기자들에게 휴대전화 밀봉조치와 당일 저녁 11시까지 리뷰 및 SNS 송고금지라는 각서에 서명을 받았다.[33]

## 제공
- 수입/배급 : 월트디즈니컴퍼니코리아 유한책임회사
- 제작 : 마블 스튜디오